# Питнак
Питнак (узб. Pitnak / Питнак) — город, административный центр Тупраккалинского района Хорезмской области Узбекистана. Расположен на левом берегу Амударьи, в 90 км от областного центра — города Ургенча.

## История
Земли хорезмского оазиса были населены уже в первых веках до нашей эры (что подтверждается данными археологических раскопок, проводившихся на месте бывшего расположения крепостей, таких как Капарас, Элхарас и Хумбузтепа). Название местности происходит из древнехорезмийского языка, где «пита» означает «земля», а «нак» — «малый», то есть использовалось в значении «небольшая земля». Первые упоминания топонима встречаются в трудах Аль-Бируни (X—XI вв). После образования Хивинского ханства в начале XVI века Питнак стал наместничеством.
В 1740 году близ Питнака произошла битва хорезмийцев с армией Надир-шаха, в которой хивинский хан потерпел поражение. В 1830-х годах город не был обнесён стеной, насчитывал 100 домов и был населён узбеками и сартами, жившими за счет земледелия и продажи соли, которую они добывали в 30 вёрстах от города.

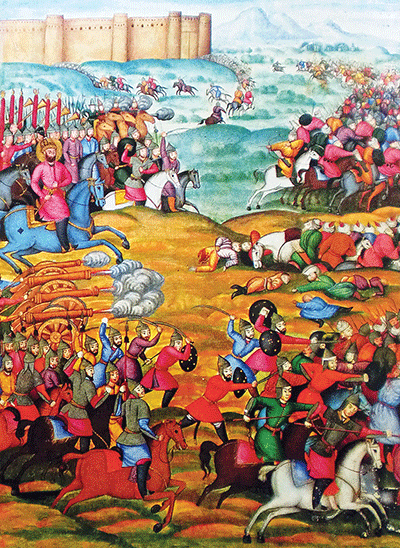
Битва при Питнаке. 1740 год.

В 1873 году был захвачен русскими войсками под предводительством Кауфмана и вплоть до 1920 года был известен как наместничество Питнак. С 1920 по 1927 годы находился в статусе района. Позднее к нему были присоединены территории четырёх окрестных сёл. В начале 1924 года в Питнаке произошло восстание местного населения протестующего против советской власти. В 1969 году во время строительства Туямуюнского гидроузла в степи недалеко от села был заложен посёлок Дружба, получивший статус города в 1974 году. 16 марта 1992 года окрестные сёла: Саримой, Тупроккала и Питнак были переданы в административное подчинение Дружбинскому городскому совету и до 1998 года вновь образованный город носил название Дружба. 
В 1998 году город был переименован в Питнак. Административно относился к Хазараспскому району Хорезмской области. В 2020 году Питнак стал административным центром вновь образованного Тупраккалинского района. 

## Транспорт
По территории города проходит автодорога республиканского значения Ургенч—Ташкент, участок среднеазиатской железной дороги Туркменабад — Ургенч, действует одноимённая железнодорожная станция. 

## Экономика
В городе расположены 6 промышленных предприятий, 16 строительных компаний, 7 предприятий транспорта и связи, 7 предприятий торговли и бытового обслуживания, 200 предприятий среднего и малого бизнеса, 2 совместных предприятия, Хорезмское автомобильное производственное объединение, Туямуюнская ГЭС, Туямуюн-Ургенчская водоочистная станция, завод по производству сахара, хлопкоочистительный завод и другие крупные предприятия. Имеются крупные производства по переработке сельскохозяйственной продукции. В городе работают 19 общеобразовательных школ, лицей-интернат, профессионально-техническое училище, дом культуры, библиотека.

## Население
| 1979 | 1989   | 2025   |
| ---- | ------ | ------ |
| 8499 | 12 411 | 50 000 |